# Uwakai
L'Uwakai (宇和海) est un train express existant au Japon et exploité par la compagnie JR Shikoku, qui relie la ville de Matsuyama à celle d'Uwajima.

## Gares desservies
L'Uwakai circule de la gare de Matsuyama à la gare d'Uwajima en empruntant la ligne Yosan et la ligne Uchiko.
| Nom des gares |
| ------------- |
| Matsuyama     |
| Iyoshi        |
| Iyo-Nakayama* |
| Uchiko        |
| Iyo-Ōzu       |
| Yawatahama    |
| Unomachi      |
| Iyo-Yoshida   |
| Uwajima       |

Les gares marquées d'un astérisque ne sont pas desservies par tous les trains.

## Matériel roulant
Les modèles utilisés sur ce service sont des rames série 2000/N2000 de 2 à 5 voitures.